# 정치적 자유
정치적 자유(政治的自由)는 세계 역사와 정치 사상의 핵심 개념이며, 민주 사회의 가장 중요한 특징 가운데 하나이다. 여기에는 어떠한 강압이나 강제성도 없다. 또한 특정 단체나 개인을 무력화시키는 조건이 없으며, 하고자 하는 바를 달성할 수 있게끔 도와준다. 경제적 강제 또한 없다. 정치적 자유는 종종 외부로부터의 부당한 구속으로부터 보호받는 자유로 해석되기도 하지만, 더불어 어떤 행동에 대한 권리와 수용, 실현 그리고 사회 내지는 단체의 권리 이행을 위한 적극적인 활동과도 연관 지을 수 있다. 이같은 개념은 정치적 언행에 대한 제한이나 구속으로부터의 자유 또한 포함된다. 정치적 자유라는 개념은 시민의 자유 및 인권과 밀접한 관련이 있으며, 민주주의 사회에서는 보통 국가로부터 법적인 보호를 받는 것을 가리킨다.

## 같이 보기
- 인터넷 검열
- 민주주의